# لیمان (استان آستراخان)
لیمان (انگلیسی: Liman, Astrakhan Oblast) یک شهرک در بخش لیمانسکی استان آستراخان کشور روسیه است.